# Polites (metgezel van Menelaüs)
Polites was een door de schrijver Pausanias genoemde metgezel van Menelaüs. Hij stond afgebeeld op een schilderij van Polygnotus, terwijl hij met anderen bezig was de hut van Menelaüs af te breken na de inname van Troje. Pausanias vertelt erbij dat Polygnotus de naam waarschijnlijk zelf had verzonnen (Pausanias, X, 25, 3).